# La última primavera
La última primavera o El violinista que vino del mar (Ladies in Lavender) es una película británica del 2004, un drama escrito y dirigido por Charles Dance, con un guion basado en un relato breve de William J. Locke.

## Sinopsis
Dos damas mayores (Maggie Smith y Judi Dench) salvan la vida de un náufrago polaco (Daniel Brühl). Lo alojan en su casa, donde descubren su profesión: violinista. Una pintora llamada Olga lo oirá tocar y lo animará a viajar a Londres. Para sus anfitrionas, será un duro golpe, aunque irán a verlo al Royal Albert Hall.

## Comentarios
El actor Charles Dance debutó en la dirección con esta adaptación de un cuento. Para que lo pudiesen interpretar Maggie Smith y Judi Dench, cambió la edad de sus personajes de tal manera que la película se transforma en un cuento sobre el otoño de la vida, sobre la felicidad de amar... aunque no sea correspondida. El actor Daniel Brühl se encargó de dar vida al náufrago y aprendió a tocar el violín (las obras fueron interpretadas por el virtuoso violinista Joshua Bell). El resto del reparto lo completaron Natasha McHelhone (Sobrevivir a Picasso), David Warner (La profecía), Miryam Margolyes (La edad de la inocencia).

## Premios
- Premios del Cine Europeo:
  - Candidata al premio del público a la mejor actriz (Judi Dench y Maggie Smith)
- London Film Critics' Circle:
  - Candidata al premio de mejor actriz de reparto en un drama (Judi Dench)